# Albertina Friederike von Baden-Durlach

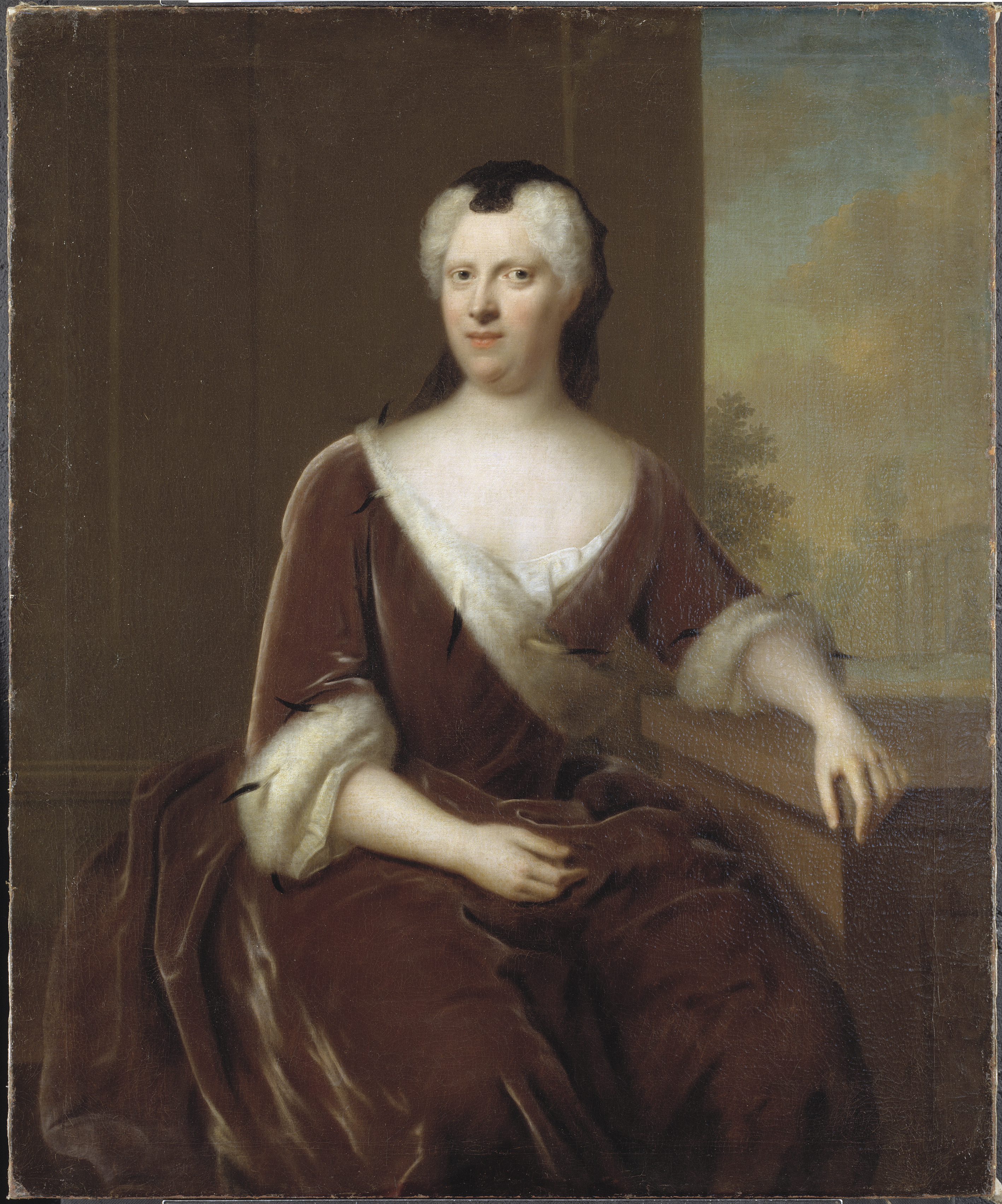
Albertina Friederike als Öl auf Leinwand von Balthasar Denner

Prinzessin Markgräfin Albertina Frederica von Baden-Durlach (* 3. Juli 1682 in Durlach; † 22. Dezember 1755 in Hamburg) war eine deutsche Prinzessin aus dem Haus Baden-Durlach. Sie war die Mutter des schwedischen Königs Adolf Friedrich und die Großmutter der Zarin Katharina der Großen.

## Leben
Am 2. September 1704 heiratete sie den protestantischen Fürstbischof des Hochstifts Lübeck, Christian August von Holstein-Gottorp. 
Nach dem Tod ihres Mannes im Jahr 1726 wurde ihr ältester Sohn Karl August Fürstbischof von Lübeck. Ein Jahr später starb er kinderlos und ihr zweiter Sohn, Adolf Friedrich, folgte ihm nach. Adolf Friedrich war noch minderjährig, durfte aber „mit Unterstützung“ und unter Anleitung seiner Mutter regieren, die ihm auch ihre Güter Stendorf, Mönch-Neversdorf und Lenzahn überließ, um ihm ein Einkommen zu verschaffen.
Über ihre Großmutter väterlicherseits, Pfalzgräfin Christina Magdalena von Zweibrücken, eine Schwester von König Karl X. von Schweden, stammte Albertina Frederica aus dem schwedischen Königshaus, weshalb ihr Sohn 1743 zum schwedischen Thronfolger gewählt werden konnte. 
Albertina wurde im Fürstbischöflichen Mausoleum des Lübecker Doms neben ihrem Mann und dem ältesten Sohn beigesetzt.

## Familie
Sie war die Tochter von Friedrich VII., Markgraf von Baden-Durlach und seiner Frau Herzogin Augusta Marie von Schleswig-Holstein-Gottorp.
Aus der Ehe mit Christian August von Holstein-Gottorp gingen folgende Kinder hervor:
- Hedwig Sophie (1705–1764), Äbtissin von Herford
- Karl August (1706–1727), Fürstbischof von Lübeck
- Friederike Amalia (1708–1731)
- Anne (1709–1758) – verheiratet mit Wilhelm von Sachsen-Gotha-Altenburg (1701–1771)
- Adolf Friedrich (1710–1771), König von Schweden
- Friedrich August (1711–1785), Herzog von Oldenburg
- Johanna Elisabeth (1712–1760) – verheiratet mit Christian August von Anhalt-Zerbst (1690–1747)
  - Sophie Auguste Frederike (1729–1796), später Katharina II., genannt Katharina die Große ⚭ 1745 Peter III. von Russland (1728–1762), Großfürst und später Zar von Russland
  - Wilhelm Christian Friedrich (1730–1742), Erbprinz von Anhalt
  - Friedrich August (1734–1793), später Fürst von Anhalt-Zerbst
  - Auguste Christine Charlotte (*/† 1736)
  - Elisabeth Ulrike (1742–1745)
- Friederike Sophie (*/† 1713)
- Wilhelm Christian (1716–1719)
- Friedrich Conrad (*/† 1718)
- Georg Ludwig (1719–1763) – verheiratet mit Sofie Charlotte, (* 31. Dezember 1722; † 7. August 1763), Tochter von Friedrich Wilhelm II. von Schleswig-Holstein-Sonderburg-Beck